# هوندا بیت
هوندا بیت (به انگلیسی: Honda Beat) یک خودروی کی است که در سال‌های ۱۹۹۱ تا ۱۹۹۶ توسط استودیوی طراحی پینینفارینا طراحی شده و توسط شرکت خودروسازی ژاپنی هوندا تولید شده‌است.
سیستم جعبه‌دندهٔ این خودرو ۵ دنده به صورت دستی است.